# Wilhelm Ahlhorn
Adolf Friedrich Wilhelm Ahlhorn (* 27. November 1873 in Ovelgönne; † 16. April 1968 in Delmenhorst) war ein deutscher Jurist, Präsident des Volksbundes Deutsche Kriegsgräberfürsorge sowie Ehrenpräsident des Landesverbandes Oldenburg des Deutschen Roten Kreuzes.

## Familie
Ahlhorn wurde als Sohn des Regierungspräsidenten des Fürstentums Birkenfeld, Georg Adolf Moritz Ahlhorn (1838–1917) und dessen Frau Luise (geb. von der Lippe), geboren. Aus seiner Ehe mit Anna geb. Dippe-Bettmar gingen die Kinder Emma Luise (* 12. Dezember 1903; † 3. September 1917) und Wiltrudis Ahlhorn (* 29. April 1917) hervor. Anna und Wiltrudis Ahlhorn starben am 3. Februar 1945 durch einen Bombenangriff in Berlin. Seine Brüder sind Gustav Ahlhorn und Walther Ahlhorn.

## Leben
Ahlhorn studierte nach dem Besuch des Alten Gymnasiums in Oldenburg Rechtswissenschaften an den Universitäten Jena und Berlin. 1892 wurde er Mitglied der Burschenschaft Germania Jena.
1895 absolvierte er das Tentamen und 1900 das Examen. Zum 1. April 1899 wurde er als Hilfsbeamter des Amtes Elsfleth zum Amtsauditor ernannt, seit dem 1. Juli 1900 war er dem Amt Westerstede als Hilfsbeamter zugeordnet. Am 1. Juli 1900 wurde er zum zweiten Hilfsarbeiter und Sekretär bei der Regierung des zu Oldenburg gehörenden Fürstentums Lübeck in Eutin ernannt. Seit 1. November 1900 war er bis auf weiteres mit den Geschäften des Amtsanwalts bei der Amtsanwaltschaft in Eutin beauftragt. Am 1. Mai 1901 wurde er zum ersten Hilfsarbeiter bei der Regierung in Eutin ernannt und gleichzeitig von der Wahrnehmung der Geschäfte des Amtsanwalts für das Fürstentum Lübeck entbunden. Am 1. April 1901 folgte die Ernennung zum Regierungsassessor. Am 1. April 1905 wurde er zum Hilfsbeamten beim Amt Vechta und am 1. September 1908 zum Amtshauptmann des Amtes Rüstringen ernannt. Zum 1. Januar 1914 wurde er als Amtshauptmann an das Amt Elsfleth versetzt. Am 15. Januar 1921 wurde mit der Dienstbezeichnung Oberregierungsrat zum Oldenburger Vertreter beim Reichsrat in Berlin berufen.
Zum 1. September 1924 wurde Ahlhorn unter Beilegung der Dienstbezeichnung Staatsrat zum ersten stellvertretenden Bevollmächtigten beim Reichsrat ernannt.

### Karriereende in der Zeit des Nationalsozialismus
Über den seit 1932 amtierenden Oldenburger Ministerpräsidenten und NSDAP-Leiter des Gaus Weser-Ems Carl Röver äußerte er in seinen 1958 erschienenen Familien-Erinnerungen: Er „war dumm, unwissend, eingebildet, (...) er war fanatisch, leichtgläubig, aber von einer gewissen Gutmütigkeit und eigenem Humor, der indessen an den Schranken der Parteidoktrin seine Begrenzung fand.“ Trotz des zunächst bestehenden Vertrauens von Röver wurde Ahlhorn am 6. April 1933 von den Nationalsozialisten als politisch unzuverlässig beurlaubt und zwei Tage später „durch eine Verfügung in ungemein verletzender Form zum 1. Mai (1933) in den einstweiligen Ruhestand versetzt“. Eine später mögliche Berufung als Landrat in der Wesermarsch scheiterte am Widerstand Rövers.
Er ging nach dem Beginn des einstweiligen Ruhestands in der Zeit vom 1. Oktober 1933 bis 30. April 1934 für einen privaten Urlaubsaufenthalt nach Rom.
Nach dem Zweiten Weltkrieg wurde er im Entnazifizierungsverfahren in die Kategorie V (Entlastet) eingestuft.

### Tätigkeiten für den Volksbund Deutsche Kriegsgräberfürsorge
Seit 1938 war Ahlhorn zusammen mit Siegfried Emmo Eulen Leiter des Bundesamtes des Volksbundes Deutscher Kriegsgräberfürsorge (VDK). In Zusammenhang mit dieser Tätigkeit stehen Auslandsaufenthalte von Ahlhorn in Italien (Ostern-Mai 1939 und Juni 1943), Frankreich (Herbst 1941) sowie Russland (September 1942), um mit den dortigen deutschen Dienststellen Gespräche über die Anlegung und Pflege von Kriegsgräbern zu führen.
In der Nachkriegszeit war Ahlhorn von 1946 bis 1949 Präsident des Volksbundes Deutsche Kriegsgräberfürsorge, dessen Ehrenpräsident er 1949 wurde. Er war für den Wiederaufbau des Volksbundes, zunächst von Oldenburg aus, verantwortlich. Im Mai 1948 zog der Volksbund dann nach Nienburg/Weser. Als Ehrenpräsident des VDK hielt er am 5. März 1950 die Ehrenrede anlässlich einer Feierstunde des VDK im Plenarsaal des Bundeshauses in Bonn.

### Tätigkeiten für das Deutsche Rote Kreuz
Ahlhorn war bereits seit 1908 Mitglied des Deutschen Roten Kreuzes. Er wurde auf Vorschlag des Innenministers und Stellvertretenden Ministerpräsidenten des Landes Oldenburg August Wegmann und mit Unterstützung des Ministerpräsidenten Theodor Tantzen am 11. August 1945 durch die Militärregierung unter Col. Dillon zum vorläufigen Präsidenten des „Neuen Deutschen Roten Kreuzes, Landesstelle Oldenburg“ (NDRK) ernannt. Zu seinem Stellvertreter wurde der Pastor A. Ehlers ernannt. Über seine vorläufige Amtsführung gab es offensichtlich keinen Dissens mit der Militärregierung. Sie äußerte aber gegenüber dem Staatsministerium „obwohl die Militärregierung nicht den Wunsch hat, sich in die allgemeine Leitung des NDRK einzumischen, besteht doch die Ansicht, dass die Einsetzung eines jüngeren und energischeren Mannes als Präsident des NDRK im Lande Oldenburg sich zum Vorteil dieser Wohlfahrtsorganisation auswirken würde.“ Weder von Seiten des Staatsministeriums noch durch das DRK sah man sich aufgefordert, dieser Forderung der Militärregierung auch nur ansatzweise zu entsprechen. Es wurde lediglich empfohlen, dass ein Geschäftsführer sich der umfassenden Aktivitäten des NDRK annehmen sollte.
Am 26. November 1946 wurde der Landesverband Oldenburg des Deutschen Roten Kreuzes neu gegründet. Ahlhorn wurde zu seinem ersten Präsidenten gewählt; er blieb es bis 1952, als er vorzeitig freiwillig zurücktrat, um „die Leitung des Landesverbandes des Roten Kreuzes in jüngere Hände zu übergeben“. 1958 wurde er dessen Ehrenpräsident. Als Präsident des DRK-Landesverbandes vertrat er diesen und den DRK-Landesverband Braunschweig auf der Gründungsversammlung des Deutschen Roten Kreuzes im Jahr 1950 in Koblenz. Neben der Tätigkeit als DRK-Präsident fungierte er von 1946 bis 1949 zusätzlich als Präsident der DRK-Landeshilfe (Verband der Kriegsbeschädigten, Kriegerwitwen und -waisen).

### Weitere Tätigkeiten
1948 war Ahlhorn Mitbegründer, Vorstandsmitglied und Präsident im Oldenburgischen Landesbund, der für die Wiederherstellung der Selbständigkeit des ehemaligen Landes Oldenburg eintrat.

### Ehrung
1981 wurde Ahlhorn in Oldenburg durch die Benennung des Wilhelm-Ahlhorn-Weges geehrt.

## Auszeichnungen
- 1913: Roter Adlerorden IV. Klasse[5]
- 1944: Ehrenzeichen für deutsche Volkspflege II. Klasse[10]
- 1953: Großes Verdienstkreuz der Bundesrepublik Deutschland[11]
- 1953: Stadtmedaille in Gold der Stadt Oldenburg[12]
- 1954: Ehrenzeichen des Deutschen Roten Kreuzes in Gold (1. Klasse)[13]
- 1958: Ehrenmitgliedschaft des DRK-Landesverbandes Oldenburg[14]